# Фрідріх Царнке
Фрідріх Ца́рнке (нім. Friederich Zarncke; 7 липня 1825, Царенсдорф — 15 жовтня 1881, Лейпциг) — відомий німецький філолог-германіст.

## Діяльність
Був професором в Лейпцизькому університеті. 1852 року видається його перша праця «Німецький Катон» («Deutscher Cato», Лейпциг). Брав участь в полеміці з питання походження та складу «Пісні про Нібелунгів»; видав з цього приводу: «З питання про Нібелунгів» («Zur Nibelungenfrage», 1854), "Записи з пояснення та історії «Пісні про Нібелунгів» («Beiträge zur Erläuterung und Geschichte des Nibelungenliedes», 1857) тощо, а також сам текст поеми. По тому, окрім досліджень з різних питань в «Записки Саксонського Наукового Товариства» («Sitzungsberichte der Sächsischen Gesellschaft der Wissenschaften»), йдуть: «Записки з середньовічної живої поезії» («Beiträge zur mittelalterlichen Spruchpoesie» 1863–1865); «Про Передмову до античних книг» («Ueber die Praefatio ad librum antiquum», 1857), «Про троянське питання франків» («Ueber die Trojanerfrage der Franken»); «Про п'ятистопний ямб» («Ueber den fünffüssigen Jambus», Лейпциг, 1865); «Документальні джерела з університетської історії» («Die urkundlichen Quellen zur Geschichte der Universitäten», 1857); «Німецькі університети середньовіччя» («Die deutschen Universitäten im Mittelalter», 1857); «Установчі документи Лейпцізького університету» («Die Statutsbücher der Universität Leipzig», 1861). Від 1870 року Царнкке займався легендою про царя-пресвітера Іоанна, якій присвятив низку статей, та дійшов висновку про китайське походження таємничої особи. Видав лист Іоанна до Фрідріха II, а також послання до Іоанна папи Олександра III.
Також написав наступні праці: «Хрістіан Рейтер, автор „Шельмуфскі“; його життя та творчість» («Christian Reuter, der Verfasser des Schelmufsky; sein Leben und seine Werke»). По смерті Царнкке було видано його «Листи» («Kleine Schriften», т. I, «Листування з Ґьоте» («Goetheschriften»); т. II, «Ессеї та промови» («Aufsätze und Reden»), Лейпциг, 1897).
Царнкке винайшов також термін «молодограматики» (спочатку як жартівливе прізвисько).